# Phoracantha placenta
Phoracantha placenta är en skalbaggsart som först beskrevs av Carter 1929.  Phoracantha placenta ingår i släktet Phoracantha och familjen långhorningar. Inga underarter finns listade i Catalogue of Life.